# Teacher (canção)
"Teacher" (em português:  Professor) é uma canção do cantor americano Nick Jonas do seu segundo álbum homônimo. Foi lançada como segundo single promocional do álbum.

## Composição
"Teacher" foi composta por Ammar Malik, Daniel Parker e Jason Evigan e produzida por Evigan. Este é o segundo single a ser escrito por Malik, Parker e Evigan, seguindo o single anterior do mesmo álbum, "Chains".

## Vídeo musical
O videoclipe foi lançado no dia 07 de novembro de 2014 e conta com participações do próprio Nick sem camisa, e mulheres e homens que possuem a letra da música escrita em seus corpos.